# Тавричеське (Казахстан)
Таври́чеське (каз. Таврическое) — село у складі Уланського району Східноказахстанської області Казахстану. Адміністративний центр Тавричеського сільського округу.
Населення — 2939 осіб (2021; 4209 у 2009, 3856 у 1999, 4199 у 1989).
Національний склад станом на 1989 рік:
- росіяни — 73 %